# 周洪宇
周洪宇（1958年—），男，汉族，湖南衡阳人，中华人民共和国政治人物，中国民主促进会会员，曾任湖北省人大常委会副主任，第十二届全国人民代表大会湖北地区代表。

## 生平
毕业于华中师范大学历史学专业。2008年起担任全国人大代表。2013年，連任全国人大代表。2023年，卸任湖北省人大常委会副主任。